# Воскресенське (Совєтський район)
Воскресе́нське (рос. Воскресенское, марій. Воскресенский) — присілок у складі Совєтського району Марій Ел, Росія. Входить до складу Кужмаринського сільського поселення.
Стара назва — Воскресенський.

## Населення
Населення — 8 осіб (2010; 15 у 2002).
Національний склад (станом на 2002 рік):
- марі — 100 %